# JCU (化学メーカー)
株式会社JCUは、日本の化学メーカー。旧社名は荏原ユージライト株式会社である。メッキ薬品やメッキ処理装置を扱う。JPX日経中小型株指数の構成銘柄の一つ。

## 沿革
1968年4月に、荏原ユージライトとして東京都大田区に設立された。荏原製作所およびアメリカのめっき薬品大手メーカージ・ユージライト・コーポレーションの合弁により成立した。
自動車部品の分野では国内シェアの60パーセントを占め、2003年7月に荏原ユージライト(上海)貿易有限公司を設立して中国に進出した。しかし、荏原製作所の業績の悪化などにより、会社の売却が行われることとなった。その際、当時の社長の粕谷佳允が資金を調達してマネジメント・バイアウト (MBO)を行って自ら会社を買収することを決断したといい、同年9月にMBOを実行している。
MBOの資金調達に協力したファンドからは5年以内に株式公開を行うように求められていたが、その期限より速く2年後の2005年12月に東京証券取引所2部への上場を果たした。2007年3月には東京証券取引所1部に指定替えとなった。その後、2012年10月に現社名のJCUに社名を変更した。